# Храстениці
Храстениці (словен. Hrastenice) — поселення в общині Доброва-Полхов Градець, Осреднєсловенський регіон, Словенія. 
Висота над рівнем моря: 325,8 м.